# Phyllis K. Siefker
Phyllis K. Siefker (ur. 14 września 1941 w Indianapolis, zm. 2 sierpnia 2002 w Kansas City) – amerykańska specjalistka z zakresu komunikacji społecznej.
Córka Arthura i Elizabeth Miller Siefkerów, ukończyła filologię angielską i dziennikarstwo na Indiana University. W 1989 ukończyła studia z dziedziny komunikacji społecznej na The University of Kansas. Członkini Kansas City American Society for Quality i League of Women Voters. W latach 2001–2002 piastowała stanowisko dyrektora działu komunikacji społecznej (director of communications) w School of Business.  
W 1997 opublikowała książkę Santa Claus, Last of the Wild Men, poświęconej kulturowej roli św. Mikołaja. Praca była poprzedzona dwudziestoletnimi badaniami. W niektórych mediach była przedstawiana jako uznana specjalistka w tej tematyce.
W 1969 poślubiła Scotta Nesbitta, z którym rozwiodła się w 1996. Miała dwóch synów Brandta i Kurta.

## Publikacje
- Santa Claus, Last of the Wild Men: The Origins and Evolution of Saint Nicholas, 1996 McFarland & Company ISBN 0-7864-0246-6
- Mosquito protection: Mosquitoes and you wyd. Kansas Dept. of Health and Environment, Office of Government and Community Relations, 1994
- Well water fact sheet 1994
- Mold fact sheet wyd. Kansas Dept. of Health and Environment, Office of Government and Community Relations 1995